# Metamorphic
Metamorphic è il primo album in studio del girl group sudcoreano STAYC, pubblicato da High Up Entertainment il 1° luglio 2024.

## Tracce
1. Twenty – 2:09
2. Cheeky Icy Thang – 2:31
3. 1 Thing – 2:48
4. Give It 2 Me – 2:43
5. Find (Sieun, Seeun, J) – 2:14
6. Let Me Know – 2:52
7. Nada – 3:06
8. Fakin' (Sumin & Yoon) – 2:46
9. Roses (Isa) – 2:41
10. Beauty Bomb – 3:20
11. Gummy Bear – 3:31
12. Stay with Me – 2:59
13. Flexing on My Ex – 3:05
14. Trouble Maker – 2:44